# Ахто Леви
Ахто Леви (эст. Ahto Levi), настоящее имя Леви Липпу (эст. Levi Lippu) (18 июня 1931 — 20 января 2006) — эстонский советский писатель, автор романа «Записки Серого Волка».

## Биография
Леви Липпу родился в городке Курессааре на острове Сааремаа. Учился в начальной школе. В 1944 году был мобилизован гитлеровцами в части аэродромного обслуживания. При их отступлении был эвакуирован в Германию. После окончания войны был арестован, вывезен в СССР и помещён в фильтрационный лагерь. Оттуда он сбежал и в 1947 году вернулся на родину. Там он был арестован и отправлен в Томскую область. Из лагеря он вновь сбежал и по возвращении в Эстонию примкнул к «лесным братьям». Основной причиной его ухода к ним стало то, что ему сообщили, что его отец был убит чекистами. Однако впоследствии он узнал, что его отец был убит командиром отряда «лесных братьев», и он, убив командира и одного из его сообщников, сдался властям. В дальнейшем он сидел в Калужской и Кировоградской тюрьмах. Последние годы в заключении провёл в лагере посёлка Мысья Соликамского района.
После освобождения жил в Молдавии, в 1965—1967 годах работал в геологической экспедиции в Карпатах, затем до 1968 года рыбаком на Сахалине.
В 1968 году был издан его автобиографический роман «Записки Серого Волка», который был написан им в заключении. В 1972 году кинорежиссёр Владимир Басов экранизировал этот роман.
Впоследствии он написал ряд других произведений. Его произведения были переведены на ряд языков. Последние годы жизни жил в Москве и Тарту.
Скончался Ахто Леви 20 января 2006 года в Москве.

## Экранизации
- Возвращение к жизни